# سكايب
سكايب (بالإنجليزية: Skype) هو تطبيق اتصالات متخصص في توفير المكالمات المرئية، والمكالمات الصوتية بين الحواسيب، والأجهزة اللوحية، والهواتف المحمولة، وأكس بوكس ون، والساعات الذكية. يوفر سكايب أيضًا خدمات المراسلة الفورية. بإمكان المستخدمين إرسال واستقبال النصوص، والمقاطع المرئية، والصوتيات، والصور، يسمح سكايب كذلك بالمكالمات المرئية الجماعية.
في نهاية 2010، كان هنالك 660 مستخدم لسكايب حول العالم، مع عدد مستخدمين نشطين يقدر ب300 مليون مستخدم في شهر اغسطس 2015. وفي فبراير 2012، كان هنالك 34 مليون مستخدم متصلين بسكايب في وقتًا واحد.
في مارس 2020، استخدم سكايب من قبل 100 مليون مستخدم على أساس شهري، و40 مليون مستخدم على أساس يومي. وتعد هذه زيادة بنسبة 70% في عدد المستخدمين بشكل يومي عن الشهر السابق، ويعود ذلك بسبب جائحة فيروس كورونا 2019.
أطلق لأول مرة في أغسطس 2003، أُنشأ سكايب من قبل السويدي نيكلاس زينشتروم، والدنماركي يانوس فريس، بالتعاون مع أهتي هينلا، وبريت كاسيسالو، وجان تالن، وتوفيو أنوس، الإستوني الذي طور الند للند الخلفي الذي استخدم في تطبيق مشاركة الموسيقى كازا. في سبتمبر 2006، استحوذت آي باي، على سكايب بصفقة قدرها 2.6 مليار دولار أمريكي. في سبتمبر 2009، أعلن كل من سيلفر لايك، وأندريسين هورويتز، وسي بي بي انفيستمن بورد، عن استحواذهم بنسبة 65% على سكايب بصفقة قدرت 1.9 مليار دولار من آي باي، والتي نسبت للمؤسسة قيمة سوقية قدرها 2.92 مليار دولار أمريكي. اشترت مايكروسوفت سكايب في مايو 2011 بمبلغ 8.5 مليار دولار، تقع مقرات سكايب في لوكسمبورغ، ولكن معظم فريق التطوير و44% من قسم الموظفين تقع مقراتهم في تالين، وتارتو بإستونيا.
يسمح سكايب للمستخدمين بالتواصل بالصوت من خلال الإنترنت، باستخدام المايكروفون، والإتصال المرئي باستخدام كاميرا الويب، والمراسلة الفورية، أدخل سكايب وضع فريميوم لمكالمات سكايب-سكايب وتعد هذه المكالمات مجانية، بينما المكالمات من الهواتف الثابتة والهواتف المحمولة (من خلال شبكة الهواتف التقليدية) فهي مسموحة برسوم دفع من خلال نظام دفع يسمى سكايب كريدت. حجب بعض مديري الشبكات سكايب على شبكات الشركات، الحكومة، والمنزل، والشبكات التعليمية، ويعللون ذلك بسبب الاستخدام غير الملائم للموارد، والاستخدام المفرط للباقة، والمخاوف الأمنية.
برز سكايب في الأصل كنظام ند للند والخادم والعميل. منذ مايو 2012، قادت مايكروسوفت سكايب بشكل كامل. كشفت وثائق مُسربة أن مايكروسوفت منحت وكالات الإستخبارات دخول غير محدود وبلا قيد لمحتوى اتصالات سكايب.
خلال عامي 2016، و2017، أعادت مايكروسوفت تصميم سكايب بطريقة تنقل سكايب من خادم ند للند إلى خادم مايكروسوفت أجور المركزي، وعدلت واجهة المستخدم للتطبيقات المراسلة النصية أكثر شهرة من المكالمات الصوتية. سكايب متاح على ويندوز، أي أو أس، أندرويد، ماك، ولينكس.
وفي فبراير 2024 أطلقت شركة مايكروسوفت تحديثاً جديداً للخدمة يحتوي على مجموعة من المزايا الجديدة حيث شهد إضافة قائمة محدثة تظهر عند الضغط طويلاً على أي محادثة، ويمكن من خلالها الحصول على رابط دعوة للمشاركة في المحادثة، وحذف المحادثات بشكل كامل، أو إضافتها إلى المفضلة، وغيرها من الخيارات.
وفي 2 أغسطس 2024 أطلقت مايكروسوفت إصداراً جديداً من "سكايب"، قالت إنها أزالت من القنوات والمنصة بأكملها جميع الإعلانات، مما يوفر تجربة استخدام أفضل وأكثر سلاسة تشمل استخدام وتواصل دون انقطاع ومحادثات سلسة خالية من تشويش الإعلانات.
في فبراير 2025، أعلنت شركة مايكروسوفت عن إغلاق سكايب في 5 مايو لصالح خدمة مايكروسوفت تيمز.

## أصل الاسم
اسم البرنامج مشتق من «Sky peer-to-peer»، والتي تم اختصارها بعد ذلك إلى "Skyper". إلا أن بعض أسماء النطاقات المرتبطة بـ "Skyper" مأخوذة بالفعل. وبإسقاط حرف"r" في نهاية الاسم أصبح العنوان الحالي «سكايب»، الذي كانت أسماء النطاقات فيه متاحة.

## التاريخ
- تم تأسيس سكايب في 2003 بواسطة نيكلاس زينستروم من السويد وجانوس فريس من الدنمارك.[29] تم إنشاء برمجية سكايب بواسطة الإستونيون أهتي هينلا وبريت كاسياسولا وجان تاليين وتوفيو أنوس.[30] يرجع الفضل إلى فريس وأنوس في فكرة تقليل تكلفة المكالمات الصوتية باستخدام بروتوكول P2P كما هو الحال في تطبيق كازا Kazaa.[31] تم إنشاء نسخة ألفا المبكرة واختبارها في ربيع 2003، وتم إصدار أول نسخة تجريبية عامة في 29 أغسطس 2003.[32]
- في يونيو 2005، دخلت سكايب في اتفاقية مع بوابة الويب البولندية Onet.pl لتقديم عرض متكامل في السوق البولندية.[33] في 12 سبتمبر 2005، وافقت شركة إيباي على الاستحواذ على شركة سكايب Skype Technologies SA ومقرها لوكسمبورغ مقابل 2.5 مليار دولار أمريكي نقدًا مقدمًا وأسهم eBay، بالإضافة إلى الإعتبارات المحتملة القائمة على الأداء.[34] في 1 سبتمبر 2009، أعلنت إيباي أنها تبيع 65 ٪ من Skype إلى شركتي سيلفر لايك Silver Lake، وأندريسين هورويتز Andreessen Horowitz، ومجلس استثمار خطة المعاشات التقاعدية الكندية مقابل 1.9 مليار دولار أمريكي، وتبلغ قيمة سكايب الإجمالية 2.75 مليار دولار أمريكي.[35]
- في 14 يوليو 2011، دخلت سكايب في شراكة مع كام كاست Comcast لتقديم خدمة الدردشة المرئية لمشتركي Comcast عبر مجموعات HDTV.[36]
- في 17 يونيو 2013، أطلقت Skype خدمة رسائل فيديو مجانية، والتي يمكن تشغيلها على أنظمة تشغيل ويندوز، وماك، أو أس، وأي أو أس، وأندرويد، وبلاك بيري.[37]
- بين عامي 2017 و2020، تعاونت سكايب مع بايل لتوفير ميزة إرسال الأموال. سمح للمستخدمين بتحويل الأموال عبر تطبيق سكايب للهاتف في وسط المحادثة.[38]
- في عام 2019، تم الإعلان عن سكايب ليكون سادس أكثر تطبيق جوال يتم تنزيله خلال العقد من عام 2010 إلى عام 2019.[39]

### استحواذ مايكروسوفت
- في 10 مايو 2011، استحوذت شركة مايكروسوفت على شركة سكايب مقابل 8.5 مليار دولار أمريكي.[40] وضُمنت الشركة كقسم من مايكروسوفت، وحصلت على جميع تقنياتها مع الشراء. اكتمل الاستحواذ في 13 أكتوبر 2011.[41]
- بعد فترة وجيزة من الاستحواذ على سكايب، بدأت مايكروسوفت في دمج خدمة سكايب مع منتجاتها الخاصة. إلى جانب تولي تطوير تطبيق سكايب لسطح المكتب والهاتف المحمول، طورت الشركة تطبيق عميل مخصص لنظامي تشغيل ويندوز 8 وويندوز آر تي التي تم إصدارها حديثًا والتي تركز على اللمس. تم توفيرسكايب على متجر مايكروسوفت عندما تم إطلاق نظام التشغيل الجديد في ذلك الوقت في 26 أكتوبر 2012. في العام التالي، أصبح تطبيق المراسلة الافتراضي لنظام تشغيل ويندوز 8.1، ليحل محل تطبيق ويندوز 8 ماسنجيغ Windows 8 Messaging في ذلك الوقت، وأصبح سكايببرنامجًا مثبتًا مسبقًا على كل جهاز يأتي معه أو تمت ترقيته إلى 8.1.[42]
- في فترة انتقالية مدتها شهر من 8 إلى 30 أبريل 2013، أوقفت مايكروسوفت اثنين من منتجاتها لصالح سكايب، أحدهما هو خدمة المراسلة الفورية ويندوز لايف ماسنجر، على الرغم من استمرار توفر ماسنجر في منطقة البر الرئيسي للصين.[43][44]
- في 11 نوفمبر 2014، أعلنت مايكروسوفت أنه في عام 2015، سيتم استبدال Lync بـسكايب للأعمال Skype for Business . يجمع أحدث إصدار من برنامج الاتصال بين ميزات Lync وبرنامج سكايب للمستهلكين. هناك نوعان من واجهات المستخدم — بإمكان للمؤسسات تبديل واجهة المستخدم من واجهة سكايب للأعمال Skype for Business الافتراضية إلى واجهة Lync.[45]

### بعد الإستحواذ
- في 12 أغسطس 2013، أصدرت سكايب التحديث 4.10 للتطبيق الخاص بـ Apple iPhone وآي باد الذي يسمح بفيديو عالي الجودة لجهاز إيفون 5 وأجهزة iPad من الجيل الرابع.[46]
- في 20 نوفمبر 2014، أعلن فريق مايكروسوفت أوفسي أنه سيتم تنفيذ دردشة جديدة مدعومة من سكايب في برامجهم، مما يوفر أدوات للتمكن من الدردشة مع زملاء العمل في نفس المستند.[47]
- في 15 سبتمبر 2015، أعلنت سكايب عن إطلاق موجز Mojis، «وهي طريقة جديدة تمامًا للتعبير عن نفسك على سكايب». موجز Mojos عبارة عن مقاطع / صور متحركة قصيرة تعرض شخصيات من الأفلام والبرامج التلفزيونية ليتم إدخالها في المحادثات بنفس سهولة الرموز التعبيرية. لقد عملوا مع يونيفرسال بيكشرز وذا موبيتس وبي بي سي واستوديوهات أخرى للإضافة مجموعات المقاطع والصور المُتاحة إلى مجموعة Mojis على سكايب.[48] في وقت لاحق من ذلك العام، أعلن نائب رئيس شركة سكايب، جورديب سينج بال Gurdeep Singh Pall، أن مايكروسوفت قد حصلت على التكنولوجيا من تالكو Talko.[49]
- في يوليو 2016، قدمت سكايب نسخة ألفا من سكايب لنظام تشغيل لينكس، تم إنشاؤه باستخدام تقنية ويب الاتصال في الوقت الحقيقي WebRTC ، بعد عدة عرائض طلبت من مايكروسوفت مواصلة تطوير نظام لينكس.[50][51] في سبتمبر من ذلك العام، حدثت سكايب تطبيق أي أو أس الخاص بها بميزات جديدة، بما في ذلك خيار الاتصال بجهات الاتصال على سكايب من خلال أوامر سيري الصوتية.[52] في أكتوبر من ذلك العام، أطلقت مايكروسوفت سكايب للأعمال Skype for Business لنظام التشغيل مايك.[53]
- في فبراير 2017، أعلنت مايكروسوفت عن خطط لإيقاف خدمة سكايب واي-فاي عالميًا. وتم شطب التطبيق، وأصبحت الخدمة نفسها معطلة اعتبارًا من 31 مارس 2017.[54][55] في 5 يونيو 2017، أعلنت مايكروسوفت عن خططها لتجديد سكايب بميزات مماثلة لـ سناب شات، مما يسمح للمستخدمين بمشاركة نسخ مؤقتة من صورهم وملفات الفيديو الخاصة بهم.[56] في أواخر يونيو 2017، طرحت مايكروسوفت آخر تحديث لها لنظام أي أو أس، بدمج تصميم مُجدد وتكامل جديد لأطراف ثالثة، مع منصات جي إف واي كات ويوتيوب وآب وورثي UpWorthy.[57] لم يتم استقباله بشكل جيد، مع العديد من المراجعات السلبية والشكاوى من أن العميل الجديد كسر الوظائف الحالية.[58] في ديسمبر 2017، أضافت مايكروسوفت «مقابلات Skype» وهو نظام تحرير أكواد لأولئك الذين يرغبون في إجراء مقابلات عمل لوظائف البرمجة.[59][60]

## المميزات
يتم تحديد ومعرفة مستخدمي سكايب المسجلين من خلال معرف فريد ويمكن إدراجهم في دليل سكايب تحت اسم معرف السكايب. يسمح سكايب لهؤلاء المستخدمين المسجلين بالتواصل من خلال الرسائل الفورية والدردشة الصوتية. تتيح الدردشة الصوتية إجراء مكالمات هاتفية بين أزواج من المستخدمين والمكالمات الجماعية وتستخدم برنامج ترميز صوتي خاص. وبإمكان المستخدم إجراء محادثات جماعية واستخدام رموز تعبيرية وتخزين محفوظات الدردشة وتحرير الرسائل السابقة. تم تنفيذ الرسائل في وضع عدم الاتصال في إصدار تجريبي من الإصدار 5 ولكن تمت إزالتها بعد بضعة أسابيع دون إشعار. يتم أيضًا تضمين الميزات المعتادة المألوفة لمستخدمي المراسلة الفورية - ملفات تعريف المستخدمين، ومؤشرات الحالة عبر الإنترنت، وما إلى ذلك.
رقم الإنترنت، المعروف أيضًا باسم skypeln هي خدمة تتيح لمستخدمي سكايب تلقي مكالمات على أجهزة الكمبيوتر الخاصة بهم يتم الاتصال بها من قبل مشتركي الهواتف التقليدية إلى رقم هاتف سكايب محلي؛ الأرقام المحلية متاحة لأستراليا، وبلجيكا، والبرازيل، وتشيلي، وكولومبيا، والدنمارك، وجمهورية الدومينيكان، وإستونيا، وفنلندا، وفرنسا، وألمانيا، وهونغ كونغ، والمجر، والهند، وإيرلندا، واليابان، والمكسيك، ونيبال، ونيوزيلندا، وبولندا، ورومانيا، وجنوب إفريقيا، وكوريا الجنوبية، والسويد، وسويسرا، وتركيا، وهولندا، والمملكة المتحدة، والولايات المتحدة. يمكن لمستخدم سكايب الحصول على أرقام محلية في أي من هذه البلدان، مع تكلفة المكالمات إلى الرقم بنفس سعر المكالمات للخطوط الثابتة في البلد.
يدعم سكايب المكالمات الجماعية ومحادثات الفيديو ومشاركة الشاشة بين 25 شخصًا في وقت واحد مجانًا، والتي زادت بعد ذلك إلى 50 شخصًا في 5 أبريل 2019.
لا يوفر سكايب القدرة على الاتصال بأرقام الطوارئ، مثل 112 في أوروبا أو 911 في أمريكا الشمالية أو 999 في المملكة المتحدة أو 100 في الهند ونيبال. ومع ذلك، اعتبارًا من ديسمبر 2012، هناك دعم محدود لمكالمات الطوارئ في المملكة المتحدة وأستراليا والدنمارك وفنلندا. قررت لجنة الاتصالات الفيدرالية الأمريكية (FCC)، استناداً للمادة 255 من قانون الاتصالات، أن سكايب ليس «مزود صوت عبر الإنترنت VoIP مترابط». نتيجة لذلك، توصي جمعية أرقام الطوارئ الوطنية الأمريكية بأن يكون لدى جميع مستخدمي VoIP خط تناظري متاح كنسخة احتياطية.
في عام 2019، أضافت سكايب خيارًا لتغبيش الخلفية في واجهة دردشة الفيديو باستخدام خوارزميات الذكاء الاصطناعي التي تتم فقط باستخدام البرامج، على الرغم من عدم وجود كاميرا استشعار العمق في معظم كاميرات الويب.

## الاستخدام وحركة المرور
| الاستخدام وحركة المرور | الاستخدام وحركة المرور               | الاستخدام وحركة المرور               | الاستخدام وحركة المرور             | الاستخدام وحركة المرور                | الاستخدام وحركة المرور                  |
| التاريخ | إجمالي حسابات المستخدمين (بالملايين) | المستخدمين النشطين يومياً (بالملايين) | دقائق سكايب إلى سكايب (بالمليارات) | دقائق سكايب أوت Skypeout (بالمليارات) | الإيرادات بالدولار الأمريكي (بالملايين) |
| --- | ------------------------------------ | ------------------------------------ | ---------------------------------- | ------------------------------------- | --------------------------------------- |
| الربع الرابع من عام 2005 | 74.7                                 | 10.8                                 | —                                  | —                                     | —                                       |
| الربع الأول من عام 2006 | 94.6                                 | 15.2                                 | 6.9                                | 0.7                                   | 35                                      |
| الربع الثاني من عام 2006 | 113.1                                | 16.6                                 | 7.1                                | 0.8                                   | 44                                      |
| الربع الثالث من عام 2006 | 135.9                                | 18.7                                 | 6.6                                | 1.1                                   | 50                                      |
| الربع الرابع من عام 2006 | 171.2                                | 21.2                                 | 7.6                                | 1.5                                   | 66                                      |
| الربع الأول من عام 2007 | 195.5                                | 23.2                                 | 7.7                                | 1.3                                   | 79                                      |
| الربع الثاني من عام 2007 | 219.6                                | 23.9                                 | 7.1                                | 1.3                                   | 90                                      |
| الربع الثالث من عام 2007 | 245.7                                | 24.2                                 | 6.1                                | 1.4                                   | 98                                      |
| الربع الرابع من عام 2007 | 276.3                                | 27.0                                 | 11.9                               | 1.6                                   | 115                                     |
| الربع الأول من عام 2008 | 309.3                                | 31.3                                 | 14.2                               | 1.7                                   | 126                                     |
| الربع الثاني من عام 2008 | 338.2                                | 32.0                                 | 14.8                               | 1.9                                   | 136                                     |
| الربع الثالث من عام 2008 | 370                                  | 33.7                                 | 16.0                               | 2.2                                   | 143                                     |
| الربع الرابع من عام 2008 | 405                                  | 36.5                                 | 20.5                               | 2.6                                   | 145                                     |
| الربع الأول من عام 2009 | 443                                  | 42.2                                 | 23.6                               | 2.9                                   | 153                                     |
| الربع الثاني من عام 2009 | 483                                  | ؟                                    | 25.5                               | 3.0                                   | 170                                     |
| الربع الثالث من عام 2009 | 521                                  | ؟                                    | 27.7                               | 3.1                                   | 185                                     |
| الربع الرابع من عام 2009 | 560                                  | ؟                                    | 36.1                               | ؟                                     | ؟                                       |
| الربع الأول من عام 2010 | ؟                                    | ؟                                    | 190                                | 12.8                                  | 860                                     |
| الربع الثاني من عام 2010 | ؟                                    | ؟                                    | ؟                                  | ؟                                     | ؟                                       |
| الربع الثالث من عام 2010 | ؟                                    | ؟                                    | ؟                                  | ؟                                     | ؟                                       |
| الربع الرابع من عام 2010 | ؟                                    | ؟                                    | ؟                                  | ؟                                     | ؟                                       |
| الربع الأول من عام 2011 | ؟                                    | ؟                                    | ؟                                  | ؟                                     | ؟                                       |
| الربع الثاني من عام 2011 | ؟                                    | ؟                                    | ؟                                  | ؟                                     | ؟                                       |
| الربع الثالث من عام 2011 | 663                                  | ؟                                    | ؟                                  | ؟                                     | ؟                                       |
| الربع الرابع من عام 2011 | ؟                                    | ؟                                    | ؟                                  | ؟                                     | ؟                                       |
| الربع الأول من عام 2012 | ؟                                    | ؟                                    | ؟                                  | ؟                                     | ؟                                       |
| الربع الثاني من عام 2012 | ؟                                    | ؟                                    | ؟                                  | ؟                                     | ؟                                       |
| بإمكان المستخدم أمتلاك أكثر من حساب واحد، من غير الممكن عد المستخدمين، لكن بالإمكان عد الحسابات. يعد حجم حركة المرور الدولية الموجهة عبر سكايب ضخم جداً. وفي عام 2009، كان يعتبر أكبر ناقل صوت دولي (بواسطة دقائق المكالمات) |                                      |                                      |                                    |                                       |                                         |

| السنة | الحصة من سوق المكالمات الدولية |
| ----- | ------------------------------ |
| 2005  | 2.9٪                           |
| 2006  | 4.4٪                           |
| 2008  | 8٪                             |
| 2009  | 12٪                            |
| 2010  | 13٪                            |
| 2012  | 33٪                            |
| 2013  | 36٪                            |
| 2014  | 40٪                            |

في يناير 2011، بعد إصدار مكالمات الفيديو على سكايب لجهاز إيفون، وصل سكايب إلى رقم قياسي بلغ 27 مليون مستخدم متزامن عبر الإنترنت. تم كسر هذا الرقم القياسي مع 29 مليون مستخدم متزامن عبر الإنترنت في 21 فبراير 2011 ومرة أخرى في 28 مارس 2011 مع 30 مليون مستخدم عبر الإنترنت. في 25 فبراير 2012، أعلنت سكايب أن لديها أكثر من 32 مليون مستخدم لأول مرة على الإطلاق. بحلول 5 مارس 2012، كان لديه 36 مليون مستخدم متزامن عبر الإنترنت، وبعد أقل من عام، في 21 يناير 2013، كان لدى سكايب أكثر من 50 مليون مستخدم متزامن عبر الإنترنت. في يونيو 2012، تجاوز سكايب 70 مليون تنزيل على نظام أندرويد.
في 19 يوليو 2012 أعلنت مايكروسوفت أن مستخدمي سكايب قد سجلوا 115 مليار دقيقة من المكالمات في الربع الثالث من السنة، بزيادة تصل إلى 50٪ مقارنة بالربع الثالث من العام الماضي.
في 15 يناير 2014، قدرت تيلي جيوغرافي TeleGeography أن حركة المرور الدولية من سكايب إلى سكايب قد ارتفعت بنسبة 36٪ في عام 2013 إلى 214 مليار دقيقة.

## النظام والبرمجيات

### تطبيقات وأجهزة العميل

#### الويندوز
تم إطلاق عدة إصدارات مختلفة من سكايب لنظام التشغيل ويندوز منذ نشأته. استمر الخط الأصلي لتطبيقات سكايب من الإصدارات 1.0 إلى 4.0. لقد عرض برنامج سطح المكتب فقط منذ عام 2003. في وقتً لاحق، تم إنشاء نسخة محمولة لهواتف ويندوز.
في عام 2012، قدم سكايب إصدارًا جديدًا لنظام التشغيل ويندوز 8 مشابهًا لإصدار ويندوز فون. في 7 يوليو 2015، قام سكايب بتعديل التطبيق لتوجيه مستخدمي ويندوز لتنزيل إصدار سطح المكتب، ولكن تم تعيينه لمواصلة العمل على ويندوز آر تي حتى أكتوبر 2016. في نوفمبر 2015، قدم سكايب ثلاثة تطبيقات جديدة، وهي المراسلة messaging وفيديو سكايب Video skype والهاتف phone، تهدف بذلك إلى توفير تجربة سكايب متكاملة على ويندوز 10. في 24 مارس 2016، أعلن سكايب أن التطبيقات المدمجة لا تلبي احتياجات معظم المستخدمين وأنه سيتم استبدالها بتطبيق منصة ويندوز العالمية UWP جديد.
أحدث إصدار من سكايب لنظام التشغيل ويندوز هو سكايب 11، والذي يستند إلى منصة ويندوز العالمية ويعمل على العديد من الأنظمة ذات الصلة بــ ويندوز 10، بما في ذلك أكس بوكس ون وويندوز فون ومايكروسوفت هولولنز. لا تزال مايكروسوفت تقدم الإصدار الأقدم من سكايب 8، والذي يعتمد على Win32 ويعمل على جميع الأنظمة من ويندوز إكس بي (الذي رفعت مايكروسوفت عنه الدعم) إلى أحدث إصدار من ويندوز 10.
في أواخر عام 2017، تمت ترقية هذا الإصدار إلى سكايب 12.9 حيث تمت إزالة العديد من الميزات وإضافتها.

#### عملاء سطح المكتب الآخرين
- ماك أو أس (10.9 أو أحدث) [95]
- لينكس (دبيان، الذي يستند إلى ديبان (أوبونتو، إلخ)، فيدورا، أوبن سوزي)

#### عملاء الجوال
- آي أو إس
- أندرويد
- نوكيا إكس [97]

كان سكايب متاحًا سابقًا على أجهزة مختارة من سيمبيان وبلاك بيري وبلاك بيري 10. في مايو 2009، كان الإصدار 3.0 متاحًا على ويندوز موبايل 5 إلى 6.1، وفي سبتمبر 2015، كان الإصدار 2.29  متاحًا على ويندوز 8.1؛ في عام 2016، أعلنت مايكروسوفت أن هذا سيتوقف عن العمل في أوائل عام 2017 بمجرد اكتمال انتقال سكايب من خادم ند للند إلى خادم عميل.

#### هواتف سكايب
في 29 أكتوبر 2007، أطلقت سكايب هاتفها المحمول الخاص بها تحت الاسم التجاري سكايب فون 3، والذي يعمل على نظام تشغيل بيئة وقت التشغيل الثنائية للتطبيقات اللاسلكية.
يوفر سكايب أيضًا هاتف سكايب واي فاي Skype-Wi-Fi، وهو هاتف محمول لاسلكي يتيح للمستخدمين إجراء مكالمات سكايب باستخدام اتصال إنترنت لاسلكي. يحتوي هاتف سكايب واي فاي على قائمة على الشاشة تتيح لمستخدمي سكايب معرفة من المتصل والمتاح للتحدث. يمكن استخدامه أيضًا للتحدث مع غير مستخدمي سكايب. يمكن استخدام دقائق سكايب أوت Skype Out للاتصال بأي هاتف بسعر منخفض وبدون رسوم شهرية. لا يحتوي هاتف سكايب واي فاي على متصفح ويب وبالتالي لا يمكنه الوصول إلى النقاط الفعالة التي تتطلب تسجيل الدخول أو المصادقة عبر الويب.
في ديسمبر 2018، أعلنت سكايب أنه سيضيف تسميات توضيحية وترجمات أثناء المكالمات الحية. ستظهر الميزات في الوقت الفعلي. ذكرت الشركة أن الميزة الجديدة ستسمح للصم باستخدام مكالمات سكايب الصوتية والمرئية.

#### منصات أخرى
- أجهزة الإنترنت اللوحية نوكيا N800 ونوكيا N810 ونوكيا N900 التي تعمل بنظام مايمو
- يأتي نوكيا N9، الذي يدير ميقو، مزودًا بمكالمات صوتية ورسائل نصية عبر سكايب؛ إلا أنه، فإنه يفتقر إلى مكالمات الفيديو.
- سلسلة بلاي ستيشن بورتبل سلم واللايت، على الرغم من أن المستخدم يحتاج إلى شراء ميكروفون طرفي مصمم خصيصًا. يحتوي بلاي ستيشن بورتبل PSP3000 على ميكروفون مدمج يسمح بالاتصال بدون جهاز سكايب محيطي.[103] يتمتع بي أس بي جوPSP Go بالقدرة على استخدام اتصالات بلوتوث مع تطبيق سكايب، بالإضافة إلى الميكروفون المدمج الخاص به.[104] يمكن تنزيل سكايب لـ بلاي ستيشن فيتا عبر شبكة بلاي ستيشن في الولايات المتحدة، وهو يتضمن القدرة على استقبال المكالمات الواردة مع تشغيل التطبيق في الخلفية.
- يحتوي تلفزيون سامسونج الذكي على تطبيق سكايب، والذي يمكن تنزيله مجانًا. استخدمت الكاميرا والميكروفون المدمجين في الطراز الأحدث. بدلاً من ذلك، تتوفر كاميرا سكايب منفصلة قابلة للتركيب مع مكبرات صوت وميكروفونات مدمجة للشراء للطرازات القديمة.[105] تم تعطيل هذه الوظيفة الآن مع أي عملاء سكايب آخرين «قائم على التلفزيون».
- تم تصميم بعض الأجهزة للعمل مع سكايب من خلال التحدث إلى عميل سكايب لسطح المكتب أو عن طريق تضمين برنامج سكايب في الجهاز. عادةً ما تكون إما مرتبطة بجهاز كمبيوتر أو لديها عميل واي فاي مدمج للسماح بالاتصال من نقاط اتصال واي فاي، مثل Netgear SPH101 سكايب واي فاي فون و SMC WSKP100 سكايب واي فاي فون، وBelkin F1PP000GN- SK واي فاي سكايب فون وباناسونيك KX-WP1050 Wi-Fi Phone لمجموعة حزمة سفر سكايب التنفيذية، وIPEVO So-20 واي فاي فون لسكايب، لينكسيس CIT200 واي فاي فون.

#### ترخيص الطرف الثالث
سمح مطورو الطرف الثالث، مثل تروفون Truphone ونيمبز وفايرينغ Fring، سابقًا بتشغيل سكايب بالتوازي مع العديد من شبكات الصوت عبر الإنترنت VoIP / IM المنافسة الأخرى (توفر Truphone ترو فون ونيمبازNimbuzz ترو فون أوت TruephoneOut ونيمباز أوتNimbuzzOut كخدمة مُناسفة مَدفوعة) في أي بيئة سيمبيان أو جافا. أتاحت نيم باز Nimbuzz سكايب لمستخدمي بلاك بيري وقدمت فرينغ Fring مكالمات مرئية عبر الهاتف المحمول على سكايب بالإضافة إلى دعم نظام أندرويد. عطلت شركة سكايب الوصول إلى برنامج سكايب لمستخدمي Fring في يوليو 2010. توقف نيم باز Nimbuzz عن دعم سكايب بطلب من الأخير في أكتوبر 2010.
قبل الاستحواذ على مايكروسوفت وأثناءه، سحبت سكايب الترخيص من عدة جهات خارجية تنتج برامج وأجهزة متوافقة مع سكايب. تم سحب منتج Skype for Asterisk من شركة Digium باعتباره «لم يعد متوفرًا للبيع».

## التكنولوجيا

### البروتوكول
سكايب يستخدم بروتوكول الاتصال الهاتفي عبر الإنترنت (شبكة الصوت عبر بروتوكول الإنترنت) الذي يسمى بـ بروتوكول سكايب. لم تتيح سكايب البروتوكول للجمهور. يعتمد جزء من تقنية سكايب على بروتوكول الفهرس العالمي P2P . يتمثل الاختلاف الرئيسي بين سكايب وبقية التطبيقات الصوت عبر الإنترنت VoIP أن سكايب يعمل على نموذج ند للند (يعتمد في الأصل على برنامج كازا Kazaa)، بدلاً من نموذج الخادم والعميل المعتاد (لاحظ أن بروتوكول بدء الجلسة الشائع جداً هو أيضاً يعتبر بروتوكول ند للند، ولكنه يتطلب عموماً التسجيل في خادم، كما يفعل سكايب).
في 20 يونيو 2014، أعلنت مايكروسوفت عن تركها بروتوكول سكايب القديم. في غضون عدة أشهر من هذا التاريخ، من أجل الاستمرار في استخدام خدمات سكايب، سيتعين على مستخدمي سكايب التحديث لتطبيقات سكايب التي تم إصدارها في 2014. تم إطلاق بروتوكول سكايب الجديد - "بروتوكول إخطار مايكروسوفت 24″. أصبح الإيقاف ساريًا في الأسبوع الثاني من أغسطس 2014. ويتم الآن حفظ الملفات المنقولة على الخوادم المركزية.
يدعم سكايب بروتوكول IPv4 فقط. ويفتقر إلى دعم بروتوكول الإنترنت من الجيل التالي، برتوكول الإنترنت (الإصدار السادس). ومع ذلك، يتضمن سكايب للأعمال Skype for Business دعمًا لعناوين IPv6، إلى جانب الدعم المستمر لـ IPv4.

#### كشف البروتوكول والتحكم به
ادعت العديد من شركات الشبكات والأمن أنها تكتشف وتتحكم في بروتوكول سكايب لتطبيقات الشركات والناقل. في حين أن طرق الكشف المحددة المستخدمة من قبل هذه الشركات غالبًا ما تكون خاصة، فإن اختبارا Pearson chi-squared وتصنيف بايز الساذج هما طريقتان تم نشرهما في عام 2008. إن الجمع بين القياسات الإحصائية لخصائص الحمولة payload (مثل ترددات البايت وتسلسل البايت الأولي) بالإضافة إلى خصائص التدفق (مثل أحجام الحزم واتجاهات الحزم) أظهر أيضًا أنه طريقة فعالة لتحديد بروتوكولات سكايب المستندة إلى TCP وUDP.

### ترميز الصوت
استخدمت سكايب 2.x G.729، وقدمت سكايب 3.2 SVOPC، وأضافت سكايب 4.0 برنامج ترميز من صنع سكايب يسمى SILK، والغاية منه أن يكون «خفيف الوزن وقابل للتضمين». بالإضافة إلى ذلك، أصدرت سكايب أوبوس كبرنامج ترميز حُر، والذي يدمج مبادئ الترميز SILK لنقل الصوت مع مبادئ الترميز CELT لنقل الصوت عالي الجودة، مثل عروض الموسيقى الحية. تم تقديم أوبوس إلى فريق عمل هندسة الإنترنت (IETF) في سبتمبر 2010. منذ ذلك الحين، تم توحيده باسم RFC 6716.

### ترميز الفيديو
يتم استخدام VP7 للإصدارات السابقة لـ Skype 5.5.
اعتبارا من الإصدار 7.0، يستخدم أتش 264 لكلا من مجموعة دردشة مرئية جماعية، ودردشة فيديو فردية، في بدقة قياسية، و720p و1080 بي عالية الوضوح.

### سكايب كيك skype Qik
استحوذت سكايب على خدمة الفيديو Qik في عام 2011. بعد إغلاق خدمة Qik في أبريل 2014، أعادت سكايب إطلاق الخدمة باسم سكايب كيك Skype Qik في 14 أكتوبر 2014. على الرغم من أن Qik عرضت مؤتمرات الفيديو وبثوث عبر الإنترنت، إلا أن الخدمة الجديدة تركز على رسائل الفيديو عبر الهاتف المحمول بين الأفراد والمجموعات.

### تنسيق الارتباط التشعبي
يستخدم سكايب معرف الموارد الموحد URIs كـ skype:USER?call للمكالمات.

## الأمن والخصوصية
كان يزعم سكايب في البداية أنه اتصال آمن، حيث تنص إحدى صفحات الويب المبكرة على أنه «آمن للغاية مع تشفير تام بين الطرفين». كانت خدمات الأمان غير مرئية للمستخدم، ولا يمكن تعطيل التشفير. تدعي سكايب أنها تستخدم تقنيات تشفير موثقة بشكل عام وموثوق بها على نطاق واسع لاتصالات سكايب إلى سكايب: تستخدم خوارزمية آر إس إيه ومعيار التشفير المتقدم لتشفير المحادثات. ومع ذلك، من المستحيل التحقق من استخدام هذه الخوارزميات بشكل صحيح وكامل وفي جميع الأوقات، حيث لا توجد مراجعة عامة ممكنة بدون مواصفات البروتوكول و/ أو الشيفرة المصدرية للبرنامج. يوفر سكايب نظام تسجيل غير متحكم فيه للمستخدمين بدون إثبات للهوية. بدلاً من ذلك، يمكن للمستخدمين اختيار اسم مستخدم لا يرتبط بهويتهم الحقيقية بأي شكل من الأشكال؛ قد يكون الاسم المختار أيضًا محاولة لانتحال شخصية، حيث يدعي المستخدم أنه شخص آخر لأغراض احتيالية. تم تقديم ورقة من قبل طرف ثالث لتحليل أمن ومنهجية سكايب في مؤتمر القبعات السوداء في أوروبا في عام 2006. وحللت برنامج سكايب ووجدت عدد من المشاكل الأمنية في في نموذج الأمان لسكايب آنذاك.

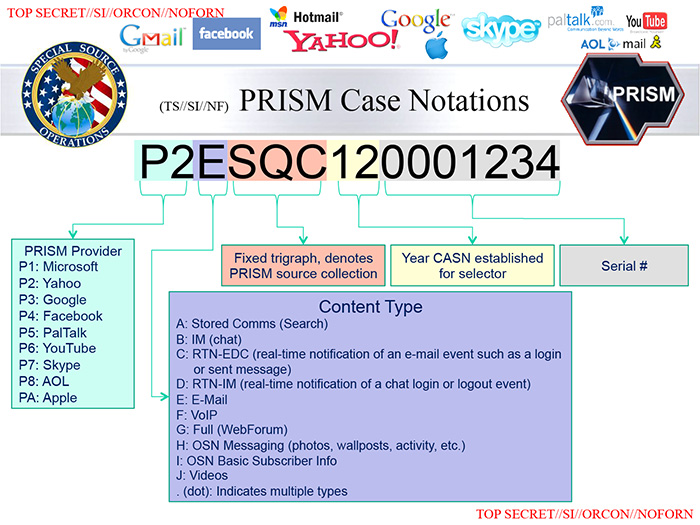
بريسم: برنامج مراقبة سري تقوم وكالة الأمن القومي بموجبه بجمع بيانات المستخدم من شركات مثل سكايب وفيسبوك

يدمج سكايب بعض الميزات التي تميل إلى إخفاء حركة المرور الخاصة به، ولكنها ليست مصممة خصيصًا لإحباط تحليل حركة المرور وبالتالي لا توفر اتصالاً مجهولاً. تمكن بعض الباحثين من وضع علامة مائية على حركة المرور بحيث يمكن التعرف عليها حتى بعد المرور عبر شبكة إخفاء الهوية.
في مقابلة، قال كيرت سوير، كبير مسؤولي الأمن في سكايب، «نحن نقدم خيار اتصال آمن. لن أخبرك ما إذا كان بإمكاننا الاستماع أم لا.» هذا لا ينفي حقيقة أن وكالة الأمن القومي الأمريكية (NSA) تراقب محادثات سكايب. يستخدم عميل سكايب بروتوكولًا غير موثَق. تهتم مؤسسة البرمجيات الحرة (FSF) بقضايا خصوصية المستخدم الناشئة عن استخدام البرامج والبروتوكولات الاحتكارية وقد قامت باستبدال سكايب بأحد مشاريعها ذات الأولوية العالية. تكهن الباحثان الأمنيان بيوندي وديسكالوكس بأن سكايب قد يكون له باب خلفي، لأن سكايب يرسل حركة المرور حتى عند إيقاف تشغيله ولأن سكايب قد اتخذ إجراءات صارمة للتعتيم على حركة مرور البرنامج وعمله. ذكرت عدة مصادر إعلامية أنه في اجتماع حول «الاعتراض القانوني للخدمات القائمة على بروتوكول الإنترنت» الذي عقد في 25 يونيو 2008، قال مسؤولون رفيعو المستوى لم تذكر أسمائهم في وزارة الداخلية النمساوية إنهم يستطيعون الاستماع إلى محادثات سكايب دون مشاكل. وذكرت خدمة البث العامة النمساوية أو أر أف (ORF)، نقلاً عن محضر الاجتماع، أن «الشرطة النمساوية قادرة على الاستماع لاتصالات سكايب». ورفض سكايب التعليق على التقارير. تتمثل إحدى طرق المراقبة التي يمكن إثباتها بسهولة في إعداد جهازي كمبيوتر بنفس معرف مستخدم سكايب وكلمة المرور. عند كتابة رسالة أو تلقي مكالمة على أحد أجهزة الكمبيوتر، يقوم الكمبيوتر الثاني بتكرار الصوت والنص. هذا يتطلب معرفة معرف المستخدم وكلمة المرور.
فسرت لجنة الاتصالات الفيدرالية بالولايات المتحدة (FCC) قانون مساعدة الاتصالات لإنفاذ القانون (CALEA) على أنها تتطلب شبكات هاتف رقمية للسماح بالتنصت على المكالمات الهاتفية إذا كان مصرحًا بذلك من قبل مكتب التحقيقات الفيدرالي، بنفس طريقة خدمات الهاتف الأخرى. في فبراير 2009، قالت شركة سكايب إنها ليست شركة هاتف تمتلك خطوط هاتف، فهي معفاة من من قانون مساعدة الاتصالات لإنفاذ القانون (CALEA) والقوانين المماثلة التي تنظم عمل شركات الهاتف الأمريكية، وليس من الواضح ما إذا كان بإمكان سكايب دعم التنصت على المكالمات الهاتفية لو أرادت ذلك. وفقًا لاتحاد الحريات المدنية الأمريكي، فإن القانون يتعارض مع المفهوم الأصلي للتعديل الرابع لدستور الولايات المتحدة؛ في الآونة الأخيرة، أعرب اتحاد الحريات المدنية الأمريكي عن قلقه من أن تفسير لجنة الاتصالات الفيدرالية للقانون غير صحيح. لقد تم اقتراح أن مايكروسوفت قامت بإجراء تغييرات على البنية التحتية لـ لسكايب لتسهيل متطلبات التنصت على المكالمات الهاتفية المختلفة؛ ومع ذلك، تنفي سكايب هذه المزاعم.
في وقت ما قبل بيع سكايب في عام 2009، كانت الشركة قد بدأت مشروع الشطرنج Project Chess، وهو برنامج لاستكشاف الطرق القانونية والتقنية لمشاركة المكالمات بسهولة مع وكالات الاستخبارات وإنفاذ القانون.
في 20 فبراير، 2009، أعلنت وكالة يوروجست التابعة للاتحاد الأوروبي أن المكتب الإيطالي في يوروجست "سيلعب دورًا رئيسيًا في التنسيق والتعاون في التحقيقات بشأن استخدام أنظمة الاتصال الهاتفي عبر الإنترنت (VoIP)، مثل" سكايب". [... ] والغرض من الدور التنسيقي ليوروجست هو التغلب على العقبات التقنية والقضائية التي تحول دون اعتراض أنظمة الاتصال الهاتفي عبر الإنترنت، مع مراعاة قواعد حماية البيانات المختلفة والحقوق المدنية.
في تشرين الثاني (نوفمبر) 2010، تم الكشف عن ثغرة في سكايب أظهرت كيف يمكن لمخترقي الحاسوب تتبع عنوان IP الخاص بأي مستخدم بشكل سري. نظرًا لطبيعة بيئة الند للند في سكايب، كانت هذه مشكلة يصعب معالجتها، ولكن تم إصلاح هذا الخطأ في النهاية في تحديث 2016.
في عام 2012، قدمت سكايب تحديثات تلقائية لحماية المستخدمين بشكل أفضل من المخاطر الأمنية، لكنه تلقى بعض التحديات من مستخدمي منتج ماك، حيث لا يمكن تعطيل التحديثات من الإصدار 5.6 وما بعده،  كل من إصدارات ماك أو إس وويندوز، على الرغم من أنه في الأخير، ومن الإصدار 5.9 فقط، يمكن إيقاف التحديث التلقائي في حالات معينة.
استناداً إلى مقالة لصحيفة واشنطن بوست في عام 2012, التي ورد فيها أن «سكايب قد وسعت من تعاونها مع سلطات إنفاذ القانون لجعل الدردشة ومعلومات المستخدم الأخرى مُتاحة للشرطة»؛ يذكر المقالة أيضاً أن سكايب قامت بتغييرات لإتاحة وصول السلطات لعناوين وأرقام بطاقات الائتمان.
في نوفمبر 2012، ورد أن سكايب سلمت بيانات مستخدم ناشط مؤيد لـ ويكيليكس إلى شركة iSIGHT Partners الأمنية الخاصة في دالاس، تكساس دون أمر قضائي أو أمر محكمة. يعتبر التسليم المزعوم خرقًا لسياسة خصوصية سكايب. ردت سكايب ببيان بأنها بدأت تحقيقًا داخليًا للتحقيق في انتهاك خصوصية بيانات المستخدم.
في 13 نوفمبر 2012، نشر مستخدم روسي ثغرة في أمان سكايب، مما يسمح لأي شخص بالاستيلاء على حساب سكايب بمعرفة فقط البريد الإلكتروني للضحية باتباع 7 خطوات. قيل أن هذه الثغرة كانت مُتاحة وموجودة لعدة أشهر، وتم سدها بعد 16 ساعة من نشرها على الإنترنت للعامة وانتشارها بشكل واسع.
في 14 مايو 2013، تم توثيق أن عنوان URL المرسل عبر جلسة مراسلة فورية قد أستولى عليه من قبل خدمة سكايب واستخدم لاحقًا في استعلام بروتوكول نقل النص الفائق الذي ينشأ من عنوان IP مسجل لدى مايكروسوفت في ريدموند (كان عنوان IP المستخدم 65.52. 100.214). اُستخدم استعلام مايكروسوفت عنوان URL الكامل المقدم في محادثة المراسلة الفورية وتم إنشاؤه بواسطة خدمة أمان غير موثقة سابقًا. يتوقع خبراء الأمن أن الإجراء قد تم تشغيله بواسطة تقنية مشابهة لمرشح الشاشة الذكية SmartScreen من مايكروسوفت المستخدم في متصفحاتها.
كشفت عمليات الكشف عن عمليات المراقبة الجماعية لعام 2013 أن وكالات مثل وكالة الأمن القومي ومكتب التحقيقات الفيدرالي لديها القدرة على التنصت على سكايب، بما في ذلك مراقبة وتخزين مكالمات المرئية، والمحادثات النصية، ونقل الملفات. وبحسب ما ورد، فإن برنامج المراقبة بريسم، الذي يتطلب إذنًا من المحكمة بموجب قانون مراقبة الاستخبارات الأجنبية، قد سمح لوكالة الأمن القومي بالوصول غير المقيد إلى مراكز البيانات الفائقة. وفقًا للوثائق المسربة، بدأت أعمال الدمج في نوفمبر 2010، ولكن لم يتم تقديم توجيه إلى الشركة حتى فبراير 2011 للامتثال الذي وقع عليه النائب العام، مع وثائق وكالة الأمن القومي التي تظهر أن التحصيل بدأ في 31 مارس 2011.
في 10 نوفمبر 2014، سجل سكايب نقطة واحدة من أصل 7 نقاط على بطاقة أداء المراسلة الآمنة لمؤسسة الحدود الإلكترونية. تلقى سكايب نقطة للتشفير أثناء النقل لكنه فقد نقاطًا لأن الاتصالات غير مشفرة بمفتاح لا يستطيع الموفر الوصول إليه (أي أن الاتصالات ليست مشفرة من طرف إلى طرف)، ولا يمكن للمستخدمين التحقق من هويات جهات الاتصال، والرسائل السابقة هي غير آمن في حالة سرقة مفاتيح التشفير (أي أن الخدمة لا توفر سرية إعادة التوجيه)، والرمز ليس مفتوحًا للمراجعة المستقلة (أي غير متاح للعرض فقط، ولا بموجب ترخيص برنامج مجاني، وتصميم الأمان ليس موثق بشكل صحيح، ولم يتم إجراء تدقيق أمني مستقل حديثًا. كما سجلت برامج AIM وبلاك بيري ماسنجر وإي بادي وهاشميل وكيك ماسنجر وفايبر وياهو ماسنجر نقطة واحدة من أصل 7 نقاط.
اعتبارًا من أغسطس 2018، يدعم سكايب الآن التشفير التام بين جميع الأنظمة الأساسية.

### الجرائم الإلكترونية عند التطبيق
حدث الاتجار السيبراني الجنسي عبر سكايب  وبقية تطبيقات المحادثة المرئية الأخرى. وفقًا للشرطة الفيدرالية الأسترالية، يوجه مشتهو الأطفال في الخارج الاعتداء الجنسي على الأطفال باستخدام خدمات البث المباشر.

### الخدمة في جمهورية الصين الشعبية
منذ سبتمبر 2007، تمت إعادة توجيه المستخدمين في الصين الذين يحاولون تنزيل برنامج سكايب إلى موقع TOM Online، وهو مشروع مشترك بين مشغل لاسلكي صيني وسكايب، يمكن من خلاله تنزيل نسخة صينية معدلة. يشارك TOM في نظام الرقابة على الإنترنت في الصين، ويراقب الرسائل النصية بين مستخدمي s;hdf في الصين وكذلك الرسائل المتبادلة مع المستخدمين خارج الدولة. وقال نيكلاس زينستروم، الرئيس التنفيذي لشركة سكايب، للصحفيين إن شركة توم «نفذت مرشحًا للنصوص، وهو ما يفعله الآخرون في هذا السوق. هذه هي القوانين». وقال أيضًا: «هناك شيء واحد مؤكد وهو أن هذه الأشياء لا تهدد بأي حال خصوصية أو أمان أي من المستخدمين».
في أكتوبر 2008، أفيد أن TOM كانت تحتفظ بمحتويات الرسائل الكاملة لبعض محادثات سكايب النصية على خوادمها، مع التركيز على ما يبدو على المحادثات التي تحتوي على قضايا سياسية مثل التبت، فالون جونج، استقلال تايوان، والحزب الشيوعي الصيني. تحتوي الرسائل المحفوظة على معلومات تعريف شخصية حول مرسلي الرسائل ومستلميها، بما في ذلك عناوين IP وأسماء المستخدمين وأرقام الهواتف الأرضية والمحتوى الكامل للرسائل النصية، بما في ذلك وقت وتاريخ كل رسالة. تم أيضًا حفظ معلومات حول مستخدمي سكايب خارج الصين الذين كانوا يتواصلون مع مستخدم TOM-Skype. أدى خطأ في تهيئة الخادم إلى جعل ملفات السجل هذه متاحة للجمهور لبعض الوقت.
كشفت الأبحاث حول مشروع TOM-Skype عن معلومات حول عمليات التحقق من الكلمات الرئيسية المدرجة في القائمة السوداء، مما يسمح بالرقابة والمراقبة على مستخدميها. تلقت الشراكة انتقادات كثيرة لهذا الأمر. ما زالت مايكروسوفت غير متاحة للتعليق على هذه القضية.
وفقًا لتقارير من مجموعة كريت فاير Great Fire، قامت مايكروسوفت بتعديل قيود الرقابة وضمان تشفير جميع معلومات المستخدم. علاوة على ذلك، دخلت مايكروسوفت الآن في شراكة مع Guangming Founder (GMF) في الصين.

## دعم اللغات
يدعم سكايب اللغات الآتية: العربية، البلغارية، الكاتالونية، الصينية (التقليدية والمبسطة)، الكرواتية، التشيكية، الدنماركية، الهولندية، الإنجليزية، الإستونية، الفنلندية، الفرنسية، الألمانية، اليونانية، العبرية، المجرية، الإندونيسية، الإيطالية، اليابانية، الكورية، اللاتفية، الليتوانية، النيبالية، النرويجية، البولندية، البرتغالية (البرازيلية والأوروبية)، الرومانية، الروسية، الصربية، السلوفاكية، السلوفينية، الإسبانية، السويدية، التايلاندية، التركية، الأوكرانية، والفيتنامية.
نظرًا لأن برنامج سطح مكتب على ويندوز يوفر للمستخدمين خيار إنشاء ملفات لغة جديدة، يتوفر ما لا يقل عن 80 ترجمة أخرى (كاملة أو جزئية) للعديد من اللغات.

## خدمة العملاء
في يناير 2010، ألغت سكايب سياستها المتعلقة بمصادرة الأموال في حسابات سكايب التي كانت غير نشطة (بدون مكالمة مدفوعة) لمدة 180 يومًا. كان هذا تسوية لدعوى جماعية ضد سكايب. دفعت سكايب أيضًا ما يصل إلى 4 دولارات أمريكية للأشخاص الذين اختاروا المشاركة في الإجراء.
اعتبارًا من فبراير 2012، يوفر سكايب الدعم من خلال بوابة دعم الويب ومجتمع الدعم ودعم سكايب skypesupport@ على تويتر وصفحة سكايب Skype على فيسبوك. الاتصال المباشر عبر البريد الإلكتروني والدردشة الحية متاح من خلال بوابة دعم الويب الخاصة بهم. الدعم عبر الدردشة هو ميزة متميزة متاحة لـ Skype Premium وبعض المستخدمين الآخرين المدفوعين.
تنص سياسة استرداد سكايب على أنها ستقدم المبالغ المستردة بالكامل إذا استخدم العملاء أقل من 1 يورو من رصيد سكايب الخاص بهم. «بناءً على طلب يتم تقديمه على النحو الواجب، ستعيد سكايب إليك المال على أساس تناسبي عن الفترة غير المستخدمة للمنتج».
تعرض سكايب لبعض الانتقادات من المستخدمين لعدم قدرته على إغلاق الحسابات تمامًا. يمكن للمستخدمين الذين لا يرغبون في الاستمرار في استخدام سكايب جعل حسابهم غير نشط عن طريق حذف جميع المعلومات الشخصية، باستثناء اسم المستخدم.
نظرًا لانقطاع الخدمة في 21 سبتمبر 2015 والذي أثر على العديد من المستخدمين في نيوزيلندا وأستراليا ودول أخرى، قررت سكايب تعويض عملائها بـ 20 دقيقة من المكالمات المجانية لأكثر من 60 خط أرضي و8 أرقام هواتف محمولة.

## الاستخدام التعليمي
على الرغم من أن سكايب منتج تجاري، إلا أن نسخته غير المدفوعة تُستخدم بتواتر متزايد بين المعلمين والمدارس والجمعيات الخيرية المهتمة بمشاريع التعليم العالمية. حالة الاستخدام الشائعة هي تسهيل تعلم اللغة من خلال المحادثات التي تتناوب بين اللغة الأم لكل مشارك.
تم الإشادة على سكايب بخصوص جانب مؤتمرات الفيديو في البرنامج لقدرته على ربط الطلاب الذين يتحدثون لغات مختلفة، وتسهيل الرحلات الميدانية الافتراضية، والتفاعل مباشرة مع الخبراء.
سكايب في الفصل الدراسي skype in the classroom هو أداة مجانية أخرى أنشأها سكايب على موقعه على الويب، وهو مصمم لتشجيع المعلمين على جعل فصولهم الدراسية أكثر تفاعلية والتعاون مع المعلمين الآخرين حول العالم. هناك العديد من دروس سكايب التي يمكن للطلاب المشاركة فيها. يمكن للمدرسين أيضًا استخدام أداة البحث والعثور على خبراء في مجال معين. البرنامج التعليمي سكايب عالم Skype a Scientist ، الذي أنشأته عالمة الأحياء سارة مكانتولي Sarah McAnulty في عام 2017، قد ربط خلال عامين 14,312 فصلاً دراسيًا بأكثر من 7000 عالم متطوع.
ومع ذلك، لم يتم اعتماد Skype عالميًا ، حيث تحظر العديد من المؤسسات التعليمية في الولايات المتحدة وأوروبا التطبيق من شبكاتها.

## منافسة سكايب مع تيمز وزووم
لكن بمرور السنوات؛ حاولت شركة مايكروسوفت جاهدةً لجعل سكايب تطبيقًا قادرًا على منافسة تطبيقات التواصل اليومية، مع التضحية بأهم نقاط القوة وهي مكالمات الفيديو الموثوقة.
تقول (كارولينا ميلانيزي) Carolina Milanesi المحللة في شركة Creative Strategyies: “لقد أعادت مايكروسوفت تصميم التطبيق لجعله أكثر إثارة وجذبًا؛ للتنافس مع تطبيقات التواصل اليومية مثل: واتساب وتيلجرام، من خلال دمج مجموعة من الميزات الجديدة مثل mojis، بالإضافة إلى الميزات المختلفة المستعارة من سناب شات، ولذلك فقد المطورون طريقهم، ولم يركزوا على الوظائف الأساسية وضمان جودة مكالمات الفيديو”.
وقد تراجع تصنيف تطبيق سكايب في متجر التطبيقات خلال شهر يونيو من عام 2017 بشدة، حيث انخفض متوسط التصنيف من 3.5 نجمات إلى 1.5 نجمة. وردًا على ذلك نشرت سكايب منشورًا عبر مدونتها للاعتذار، وتوضيح أنها تعمل على تطوير الجيل الثاني من سكايب الذي يتضمن ميزات أقوى.
في ظل الأزمات التي شهدها العالم في 2019 2020، لا سيما تفشي جائحة كورونا وانتقال العالم بأسره للعمل عبر استخدام تقنية الأونلاين، برز تطبيق زووم الذي بات يعد أشرس منافس لسكايب وأدى إلى تراجع عدد مستخدميه مقارنة بالتطبيقات المستحدثة. حيث ان خدمة زووم وفرت الميزات نفسها مجانًا، مع إضافة الميزات ذات الصلة وتعزيز جودة المكالمات، وباتت تعتبر خدمة متكاملة مما سهل لها كسب ثقة الزبائن بسرعة.
حتى مايكروسوفت نفسها اعترفت بوجود مشاكل في سكايب، وأعلنت في نهاية عام 2016 عن Teams، وهو منتج صُمم لمنافسة (سلاك) Slack، وبدأت مايكروسوفت في دمج مكالمات الفيديو في Teams.
كما أعلنت مايكروسوفت خلال مؤتمرها السنوي للمطورين في سبتمبر 2017 أن سكايب للشركات Skype for Business سيُصبح قريبًا Microsoft Teams، وفي 12 يوليو 2018 أعلنت الشركة عن إصدار مجاني من Microsoft Teams، حيث تقدم معظم خيارات الاتصال الخاصة بالمنصة مجانًا، ولكنها تحد من عدد المستخدمين وسعة تخزين ملفات الفريق.
وبحلول يوليو 2021؛ سيختفي (Skype for Business)، وسيتعين على أي شخص يستخدمه الانتقال إلى Teams.
ولكن على الرغم من كل الميزات التي قدمتها مايكروسوفت في منصة Teams البديلة لسكايب، فإنها لم تتمكن من الحصول على حصة سوقية كبيرة في سوق خدمات وتطبيقات مكالمات الفيديو والاجتماعات، بل اتجهت النسبة الكبرى من المستخدمين لخدمة Zoom، التي استفادت من وجود إصدار مجاني يقدم ميزات قوية، ومن كونها أكثر موثوقية من منافسيها في هذا الوقت.
يعمل (إريك يوان) Eric Yuan مؤسس Zoom في تطوير برمجيات مؤتمرات الويب منذ وصوله إلى الولايات المتحدة عام 1997 قادمًا من الصين للعمل في WebEx، وهذا يُفسر قوة ميزات Zoom وتوفقها على منافسيها.

## خدمات منافسة
- جوجل توك
- زووم
- تيك توك
- تيمز
- ويندوز لايف ماسنجر
- ياهو! مسنجر
- بلاك بيري مسنجر
- بالتوك
- سناب شات
- إنسبيك
- آي سي كيو
- واتساب
- فايبر
- ميبو
- بارلينجو
- فيسبوك ماسنجر
- شات أون

## وصلات خارجية
- الموقع الرسمي
- الموقع الرسمي بالعربية